# 짧은엄지폄근 (손)
짧은엄지폄근(extensor pollicis brevis, EPB) 또는 단무지신근(短拇指伸筋)은 아래팔뒤칸 깊은층에 존재하는 근육이다. 긴엄지벌림근의 안쪽에 위치하며, 두 근육은 매우 가까이 놓여 있다. 짧은엄지폄근의 힘줄은 긴엄지벌림근 힘줄과 함께 해부학적코담배갑의 가쪽 경계를 이룬다.

## 구조
짧은엄지폄근은 긴엄지벌림근보다 먼쪽의 노뼈 몸통 뒷면과 뼈사이막에서 일어난다. 주행 방향은 긴엄지벌림근과 비슷하다. 짧은엄지폄근의 힘줄은 긴엄지벌림근의 힘줄과 함께 노뼈 아래쪽 끝의 가쪽 측면에 있는 고랑을 타고 주행하며, 이후 엄지의 몸쪽손가락뼈 바닥에 닿는다.

### 변이
짧은엄지폄근이 존재하지 않거나, 힘줄이 긴엄지폄근이나 긴엄지벌림근 힘줄과 융합되어 있기도 하다.

## 기능
긴엄지벌림근과 가까이 위치하므로, 짧은엄지폄근 역시 엄지를 펴고 벌리는 작용을 한다. 작용 관절은 손목손허리관절과 손허리손가락관절이다.

## 추가 이미지
- 해부학적코담배갑
- 왼쪽 아래팔의 뼈를 뒤에서 본 모습
- 왼쪽 손등의 뼈
- 손가락의 힘줄과 힘줄끈
- 노뼈와 자뼈 먼쪽 끝의 단면
- 손목과 손가락의 단면
- 손목 뒤쪽 힘줄들의 윤활집
- 노동맥과 자동맥
- 아래팔과 손 뒤쪽의 동맥
- 아래팔뒤칸 근육
- 짧은엄지폄근
- 짧은엄지폄근
- 짧은엄지폄근
- 짧은엄지폄근
- 짧은엄지폄근
- 짧은엄지폄근
- 짧은엄지폄근
- 손등의 근육

## 참고 문헌
이 문서는 현재 퍼블릭 도메인에 속하는 그레이 해부학 제20판(1918) page 455의 내용을 기초로 작성된 글이 포함되어 있습니다.
1. 1 2  Platzer, Werner (2004). 《Color Atlas of Human Anatomy, Vol. 1: Locomotor System》 5판. Thieme. 168쪽. ISBN 3-13-533305-1.
2. ↑  “Thumb Articulations”. ExRx.net.